# خانه در شب
خانه در شب (سوئدی: Hemåt i natten) یک فیلم سوئدی-فنلاندی به کارگردانی یون لیندستروم است که در سال ۱۹۷۷ میلادی منتشر شد.

## بازیگران
- گونل فرد
- استلان اسکاشگورد
- ریتا پولستر
- گوستاو ویکلوند
- کارل-اکسل هایکنرت